# 廖化
廖 化（りょう か）は、中国後漢末期から三国時代の武将。字は元倹。元の名は淳（惇とも書かれる）。荊州襄陽郡中廬県の人。『三国志』蜀書宗預伝中にまとまった記載がある。

## 生涯
関羽に主簿として仕えた。関羽が孫権軍の呂蒙に敗れると呉に属したが、 劉備の下に戻ろうと考え、そこで自分が死んだという噂を流し、母を連れて脱走した。秭帰において呉へ進軍途中の劉備と出会った。喜んだ劉備から宜都太守に任命された。
劉備が崩御すると諸葛亮の参軍となり、のちに広武督に任じられた。蔣琬は諸葛亮から茂才に推挙されると、固辞して廖化らに譲っている。
その後、丞相府参軍、そして陰平太守となり、延熙元年（238年）9月、魏の守善羌侯である宕蕈の陣営を攻撃した。雍州刺史郭淮は広魏太守王贇・南安太守游奕に兵を与え、山の東西から廖化を挟み撃ちさせた。兵力の分散を懸念した曹叡は「別働隊のうち必要でない者は引き揚げて要地を守らせよ」と勅命を下したが、詔勅が届かぬうちに游奕軍は廖化に打ち破られ、王贇は流れ矢に当たって死んだ。
延熙11年（248年）、姜維は北方へ進出し、魏に反乱を起こした羌族の治無戴を出迎えた。また、廖化は成重山に留まって城を築き、羌族から人質を取り立てた。郭淮は諸将の反対を押し切って軍勢を二手に分け、夏侯覇に沓中へ姜維を追わせ、自分は諸軍を率いて廖化を攻撃した。このため、姜維は引き返して廖化を救援せざるを得ず、北伐は失敗に終わった。一方で郭淮らを撃退し、郭淮に破られた治無戴・白文虎らを迎え入れ、益州へ移住させることには成功した。
延熙12年（249年）秋、姜維は再度北方へ進出したが、郭淮に阻まれ撤退した。廖化は郭淮が勝利に乗じて羌族を攻撃するため出陣した隙を突き、三日後に軍を返して白水の南岸に布陣し鄧艾と対峙した。廖化は鄧艾を釘付けにし、姜維は東進して洮城を奪取する計画であったが、鄧艾に見抜かれていた。姜維が洮城に着いた頃には、既に鄧艾が引き返して立て籠っていた。

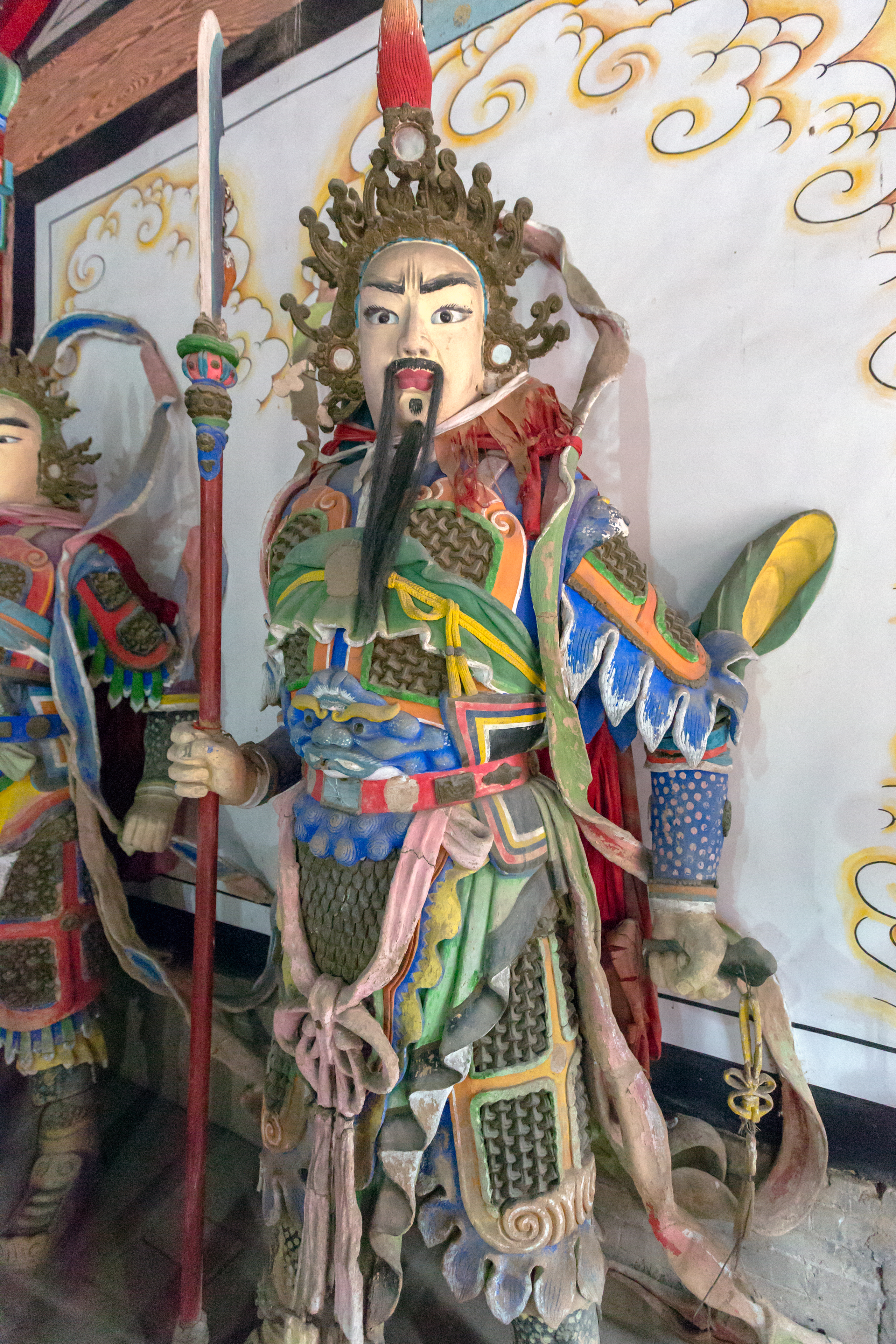
五丈原諸葛亮廟の廖化像

廖化は次第に昇進し、仮節・右車騎将軍・并州刺史となり、中郷侯に封ぜられた。（張翼と同様景耀2年（259年）のことか）果断激烈をもって称えられ、官位は張翼と同等で宗預より上であった。廖化が張翼とともに大将となったとき、人々は「前に王平・句扶あり、後に張翼・廖化あり」と語り合った。
諸葛瞻が朝政を統括するようになると、廖化は宗預の屋敷を訪ね、諸葛瞻に挨拶をしようと誘ったが「我らが七十歳を過ぎて望むことは、一日でも死を遅らせることのみ。年少の輩に何を望み、せこせこと訪問せねばならんのだ」と断られている。
景耀5年（262年）、姜維が軍勢を率いて狄道に進出した際、廖化は「戦いを止めなければ必ず我が身を焼く（『左伝』）、とは伯約（姜維）のことだ。智略は敵に勝っておらず、武勇も賊に劣っているのだから、北伐を続けたとしても、どうして成功しようか。『詩経』の言う我より先んじず我より後れず、とは正に今日のことだ」と姜維を批判した。
炎興元年（263年）、魏が蜀を攻めた際、姜維・張翼とともに剣閣を守備し鍾会軍に抵抗したが、先に成都が陥落したため降伏した（蜀漢の滅亡）。
咸熙元年（264年）、洛陽に連行される途上で病死した。宗預との会話を見るに、没年齢は70歳代だったようである。

### 改名の時期
いつ改名したかについて、正確な時期は不明である。呉書陸遜伝には黄武元年（222年）、蜀書蔣琬伝には建興元年（223年）に廖淳の名前があり、また魏書明帝紀注では、景初2年（238年）9月に廖惇と記されている。廖化としての初出は魏書郭淮伝の正始9年（248年）である。

## 『三国志演義』

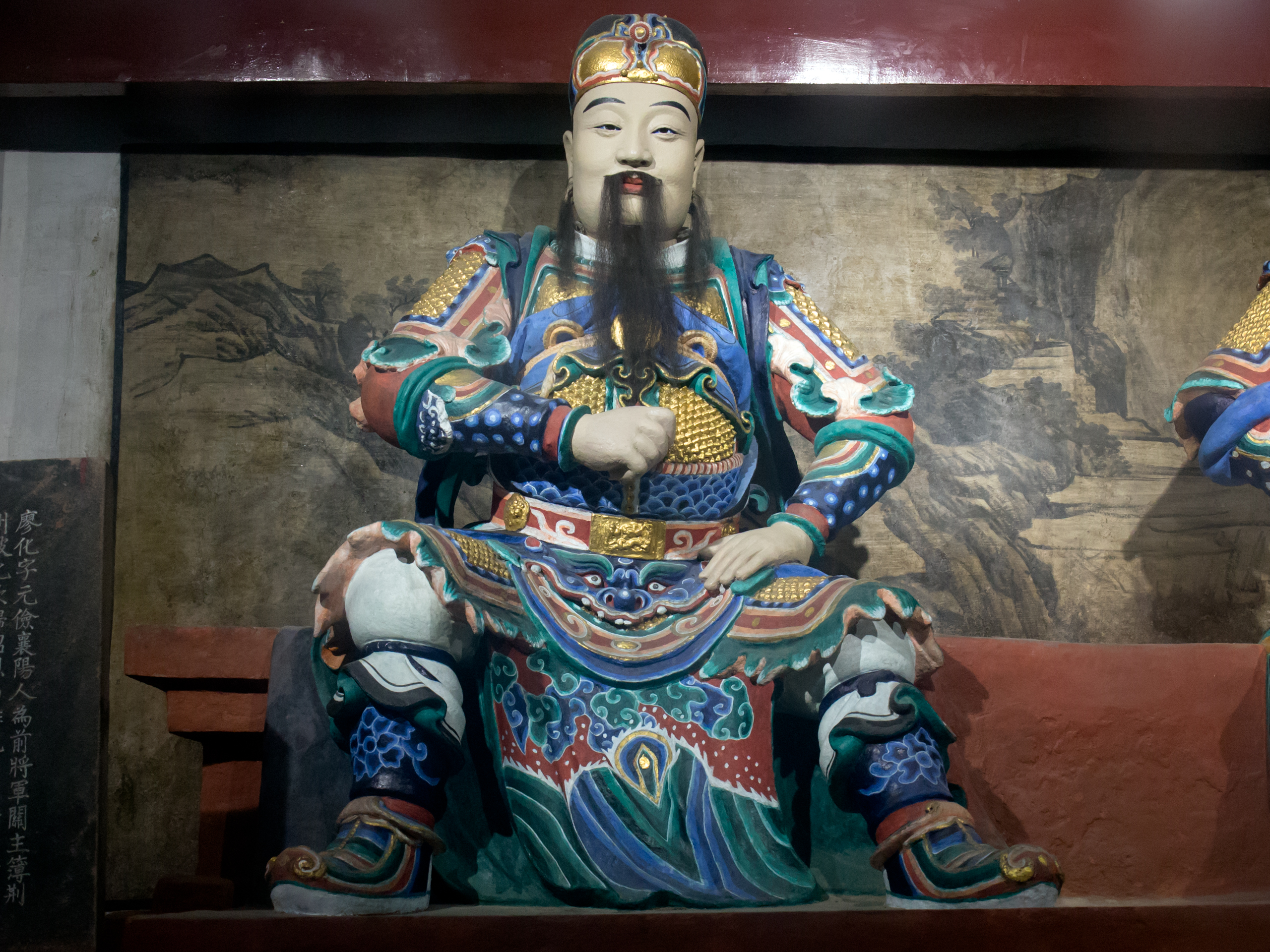
成都武侯祠の廖化塑像

小説『三国志演義』では黄巾賊の残党ながら、仲間の杜遠が拉致してきた劉備の妻妾に無礼を働いたため、 首を斬って関羽に差し出す。その際、賊出身の人物を家来にすることを嫌った関羽に拒絶されている。劉備が荊州を手中にした頃に物語へ復帰し、関羽の主簿（幕僚長）となる。関羽が呂蒙に攻められ麦城へ逃げ込んだ時、上庸の劉封・孟達へ援軍を求めに走ったが、拒否されて成都に走った。関羽死後に劉封らの処罰を劉備に訴え、これが孟達の脱走と劉封の処刑につながっている。
北伐の際には諸葛亮配下の将として活躍する。あるとき、諸葛亮の策により司馬懿を追い詰めたが、司馬懿が退路とは別の道にわざと兜を落としたのを真に受け、あと一歩のところで取り逃してしまった。諸葛亮は廖化の戦功を評価したものの、関羽ならば司馬懿を捕らえたであろうと、思い耽ることになる。最期は正史と同様である。